# Manuae (Selskabsøerne)
Manuae (fransk île Manuae, tidligere Scilly) er en ø i Fransk Polynesien i Stillehavet.

## Geografi
Manuae er en atol som ligger i øgruppen Selskabsøerne ca. 370 km nordvest for Tahiti.
Hovedøen har areal på ca. 4 km² og er ubeboet. Forvaltningsmæssigt tilhører øen Maupiti. Øen har ingen bjerge eller høje punkter.

## Historie
Manuae har så vidt det vides altid været ubeboet. Den første europæer som besøgte den var engelske Samuel Wallisi 1767. I 1855 opholdt sig i ca 2 måneder skibbrudne fra skibet Julie Ann inden det lykkedes med at bygge en båd og sejle til Raiatea. I 1903 blev Manuae sammen andre øer i Fransk Polynesien indlemmet i det nyetablerede Établissements Français de l'Océanie (Fransk Oceanien). Siden 1992 har lagunen været naturreservat.
16°31′S 154°42′V / 16.517°S 154.700°V